# Ploiești
Ploiești je grad u južnoj Rumunjskoj i glavni grad županije Prahova. Nalazi se u povijesnoj pokrajini Vlaškoj 56 km sjeverno od glavnog grada Bukurešta. Prostor oko Ploieștija ima najveća nalazišta nafte u Rumunjskoj.

## Povijest
Grad je 1596. osnovao vlaški vojvoda Mihael Hrabri na putu koji vodi iz Bukurešta prema gradu Brașovu u Transilvaniji. Grad se zbog povoljnog položaja vrlo brzo razvio kao centar trgovine i manufakture. Okolica Ploieștija je bio prvi prostor u Europi gdje se sredinom 19. st. počela proizvoditi nafta. Otkriće nafte je dalo značajan poticaj razvoju grada (Rumunjska je u to doba bila najveći svjetski proizvođač nafte, a većina se proizvodila oko grada).
Stanovnici grada nisu 1870. pristali na osnivanje Rumunjske kraljevine, te su osnovali Republiku Ploiești koja je trajala kratko. U prvoj polovici 20. st. opet jača proizvodnja nafte (80% rumunjske proizvodnje). 1940. je grad razoren u potresu. Tokom 2. svj. rata je Ploiești bio glavni izvor nafte za Njemačku (Rumunjska je bila njemačka saveznica). Njemačka nije mogla do ostalih svjetskih nalazišta nafte koje su kontrolirali Saveznici, te se najviše koristila rumunjskim nalazištima. Zbog toga je 1943. grad pretrpio masovno savezničko bombardiranje. Ploiești je bio najrazoreniji rumunjski grad, a naftna proizvodnja je bila potpuno uništena. To je dalo jak udarac Njemačkoj. 1944. su sovjetske snage zauzele grad.
Nakon rata je komunistička vlast potpuno nacionalizirala proizvodnju nafte. Mnogo se ulaže u popravak ratnih šteta i razvoj naftne industrije, ali nakon otkrića nalazišta nafte u Sjevernom moru Rumunjska gubi primat u proizvodnji nafte u Europi.

## Zemljopis
Ploiești je smješten na glavnom prometnom pravcu koji iz Bukurešta vodi preko Karpata prema srednjoj Rumunjskoj (Transilvaniji). Grad se nalazi na kontaktu Karpata i Vlaške nizine na rijeci Prahovi. Prometni pravac prolazi dolinom Prahove prema gradu Brașov sjeverno od Karpata. Ploiești se nalazi u blizini Bukurešta (udaljen oko 50 km), te ulazi u bukureštansku širu gospodarsku zonu. Blizina Bukurešta i nalazišta nafte daju značajan poticaj gospdodarskom razvoju grada koji lagano postaje satelitski grad Bukurešta.
Ploiești blisko surađuje s Osijekom koji je njegov grad pobratim.

## Znamenitosti
Ploiești je tipičan industrijski grad koji nema mnogo kulturno-povijesnih znamenitosti. Osim toga je osnovan relativno kasno (tek na samom kraju 16. st). Ističe se palača kulture i filharmonijski orkestar.

## Poznate osobe
- Nichita Stanescu, pjesnik i esejist.

## Gradovi prijatelji
| - Berat, Albanija - Harbin, Kina - Radom, Poljska - Osijek, Hrvatska - Lefkada, Grčka | - Dnjipro, Ukrajina - Hîncești, Moldova - Tulsa, Oklahoma, SAD - Maracaibo, Venecuela - Oral, Kazahstan |

## Vanjske poveznice
- Službena stranica grada
- Stare slike grada

### Ostali projekti
|  | Zajednički poslužitelj ima još gradiva o temi Ploiești |